# Cubanos brancos
Os cubanos brancos (em castelhano: Cubanos blancos) são cubanos de ascendência total ou predominantemente europeia (especialmente ibérica). Estes se destacam por terem pele clara ou oliva e se autoidentificam como brancos. Em um sentido mais oficial, o Escritório Nacional de Estatística e Informação, que coleta dados demográficos sobre cubanos, usa o termo "branco". O censo cubano de 2012 relatou que os cubanos brancos são atualmente o maior grupo em Cuba, representando 64,1% da população.
Além de colonos espanhóis — principalmente asturianos, galegos, castelhanos e canários —, outros europeus, de muitas famílias, vieram da França, do Reino Unido (especialmente da Inglaterra), de Portugal e da Itália, entre outros. O decreto real de 21 de outubro de 1817 incentivou os europeus a se estabelecerem em Cuba quando a ilha era uma Capitania-Geral, um distrito administrativo do Império Espanhol. Grandes fluxos de espanhóis também ocorreram no início do século XX.

## Assentamento europeu

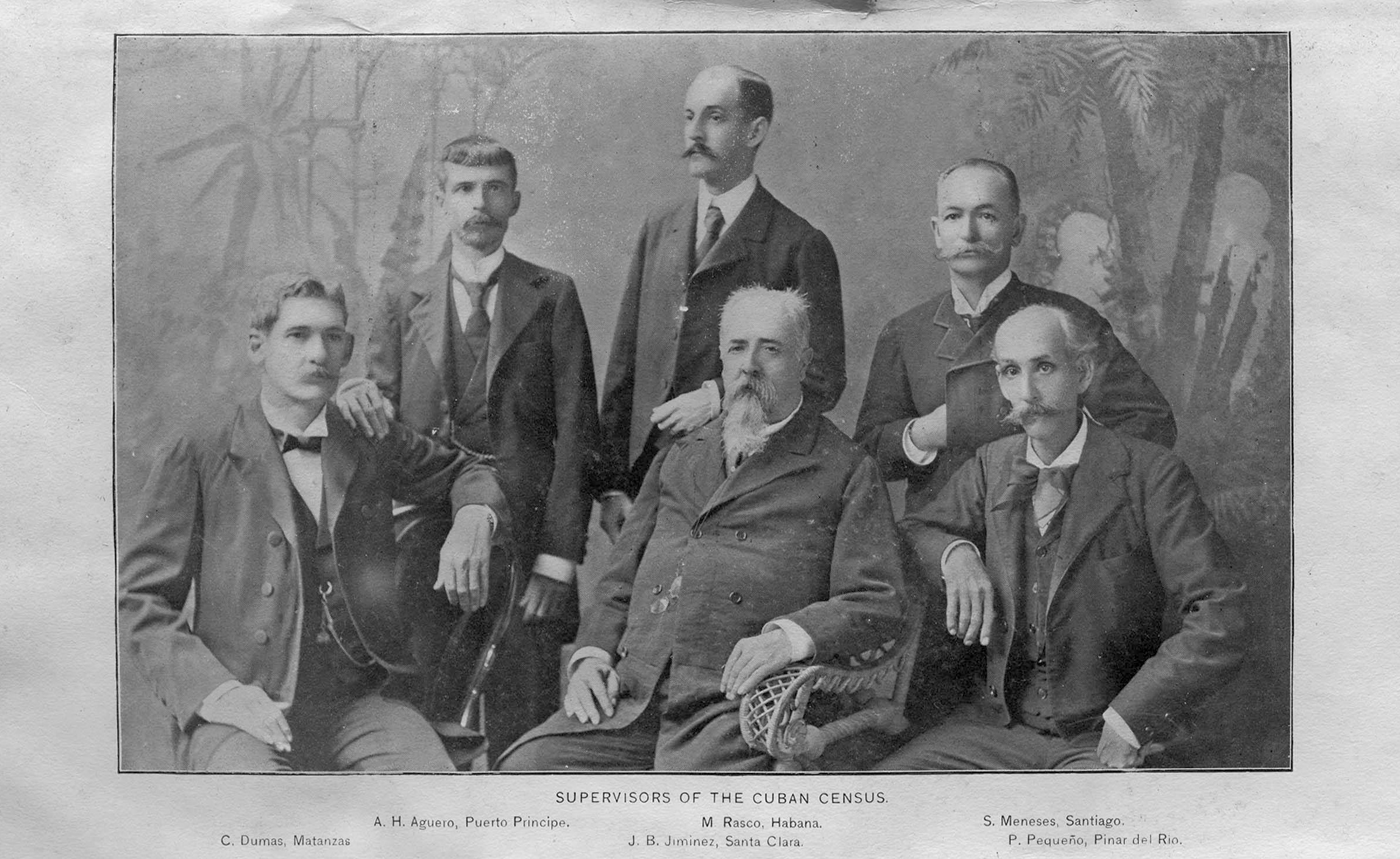
Supervisores cubanos para o censo de 1899.

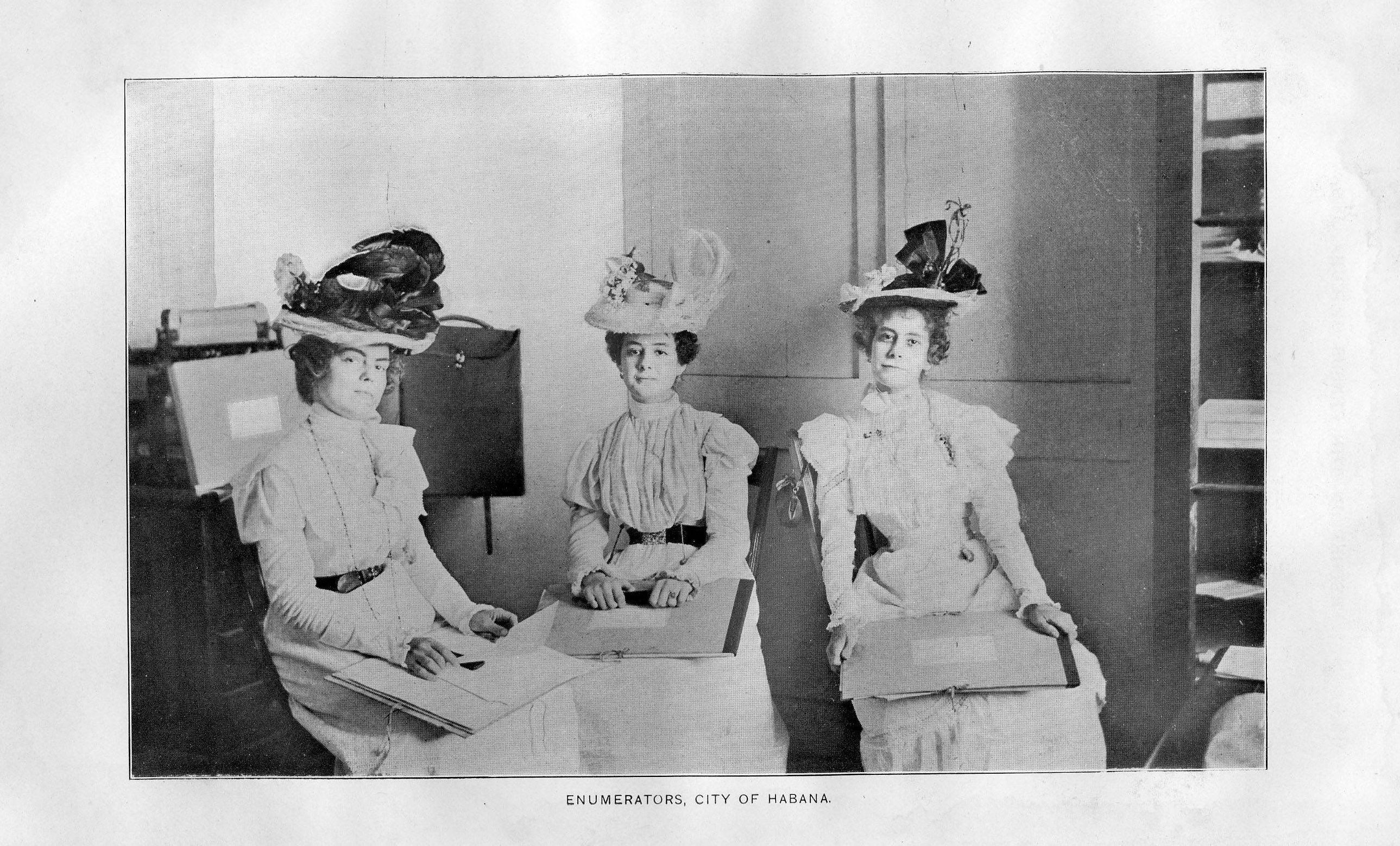
Recenseadoras de Havana.

### Espanha
Em 1511, Diego Velázquez de Cuéllar partiu de Hispaniola com três navios e um exército de 300 homens para formar o primeiro assentamento espanhol em Cuba, com ordens da Espanha para conquistar a ilha. O assentamento ficava em Baracoa, mas os novos colonos foram recebidos com forte resistência da população taína local. Em 1514, um assentamento foi fundado no que viria a se tornar Havana.
Durante os séculos XVIII, XIX e início do XX, grandes ondas de canários, catalães, andaluzes, castelhanos e galegos imigraram para Cuba. Muitos judeus europeus também imigraram para lá, alguns deles sendo sefarditas.

### 1899 - presente
Nas primeiras décadas do século XX, as políticas de imigração apoiaram a migração de famílias inteiras. Entre 1902 e 1907, quase 128.000 espanhóis entraram em Cuba e, oficialmente, em 1906, Cuba criou sua própria lei de imigração que financiava migrantes brancos.
No entanto, muitos imigrantes europeus não permaneceram em Cuba e vieram apenas para a colheita da cana-de-açúcar, retornando para suas casas durante a entressafra. Embora cerca de 780.000 espanhóis tenham migrado entre 1902 e 1931, apenas 250.000 permaneceram. Na década de 1920, o aumento da migração europeia por meio de políticas nacionais havia fracassado.
Em 1899, os nascidos na Espanha representavam 74,9% da população total nascida no exterior, aumentando a participação para 81,0% em 1907 e 72,4% em 1919.
| 1899 | 129.240   | 8.21  |
| 1907 | 185.393   | 9,05  |
| 1919 | 245.644   | 8,5   |
| 1931 | 257.596   | 6,5   |
| 1943 | 157.527   | 3.3   |
| 1953 | 74.561    | Baixa |
| 1970 | 74.026    | 0,86  |
| 1981 | A definir | 0,04  |
| 2002 | A definir | Baixa |
| 2012 | A definir | Baixa |

Em 1931, 274.303 nasceram na Europa, destes, 257.596 eram espanhóis, compondo 59% de todos os nascidos no exterior e 6,5% da população cubana total. Esse número diminuiu gradualmente em meados da década de 1950. Os espanhóis que chegaram representavam 63,9% de todos os estrangeiros nascidos em 1943 e metade da população, 74.561 (49,9%) em 1953.
O censo de 1953 relatou que 72,8% dos cubanos se identificaram como brancos de ascendência europeia, principalmente de origem espanhola, 12,4% eram negros africanos, 14,5% de ascendência negra e branca (mulatos) e 0,3% da população era de ascendência chinesa e/ou asiática oriental (oficialmente chamada de "amarilla" ou "amarela" no censo).
Muitos deles e seus descendentes partiram depois que o regime comunista de Fidel Castro assumiu o poder. Historicamente, entre 1861 e 1887, os descendentes de chineses em Cuba foram classificados como brancos.

### Composição regional espanhola
A tabela mostra as regiões de chegada de espanhóis a Cuba em 1900. Os três maiores grupos eram galegos, asturianos e canários, que constituíam 68% de todos os imigrantes espanhóis.
| Chegadas por região (1900) | Chegadas por região (1900) | Chegadas por região (1900) |
| Região                     | População                  | %                          |
| -------------------------- | -------------------------- | -------------------------- |
| Galego                     | 19.088                     | 28,56                      |
| Asturiano                  | 15.853                     | 23,72                      |
| Canário                    | 10.509                     | 15,72                      |
| Castela Velha              | 5.126                      | 7.6                        |
| Catalão                    | 3.563                      | 5.33                       |
| Andaluz                    | 3.185                      | 4,76                       |
| Leão                       | 2.255                      | 3,57                       |
| Basco                      | 1.760                      | 2,63                       |
| Nova Castela               | 1.225                      | 1,83                       |
| Valenciano                 | 1.047                      | 1,56                       |
| Balear                     | 869                        | 1,32                       |
| Aragonês                   | 780                        | 1.16                       |
| Navarro                    | 754                        | 1.12                       |
| Múrcia                     | 419                        | 0,62                       |
| Extremadurano              | 384                        | 0,50                       |
| Total                      | 66.817                     | 100                        |

## Decreto real de 21 de outubro de 1817

### França
A primeira onda de imigrantes franceses a chegar a Cuba fugia da Revolução Haitiana e da nova administração governamental do Haiti após a declaração de independência. Essa imigração atingiu seu pico entre 1800 e 1809, quando mais de 27 mil franceses de todas as classes sociais chegaram à parte oriental de Cuba. Muitos deles emigraram para a cidade de Santiago de Cuba. Uma segunda onda ocorreu em 1814, com uma terceira onda entre 1818 e 1835 motivada por uma ordem real da Coroa Espanhola destinada a aumentar a proporção de europeus brancos em Cuba e uma quarta e última entre 1836 e 1868.

## Demografia

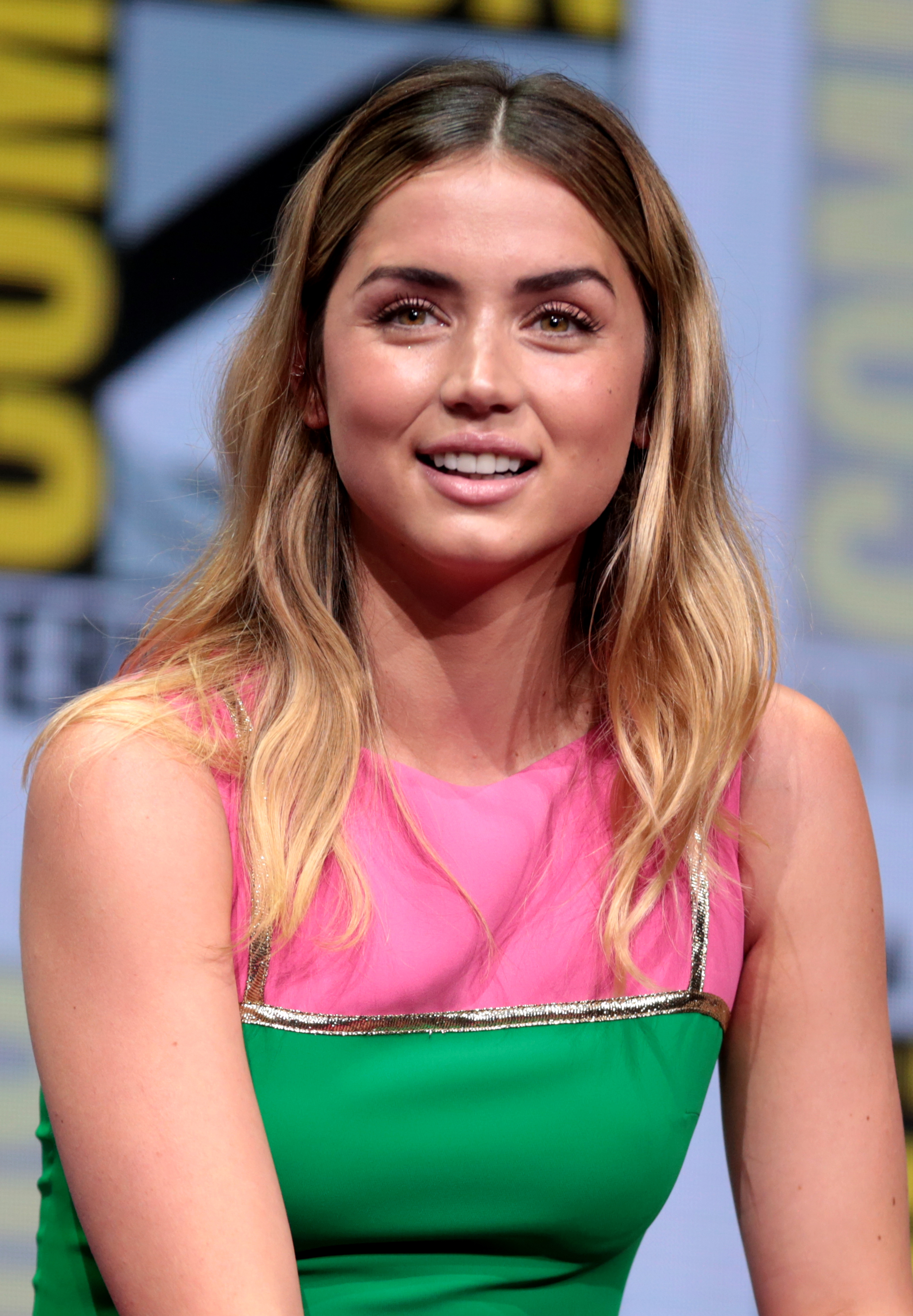
A atriz Ana de Armas.

A maioria dos cubanos brancos são descendentes de espanhóis, franceses, portugueses, alemães, italianos, irlandeses e russos. Os brancos em Cuba representam 64,1% da população total, de acordo com o censo de 2012 sendo a maioria de ascendência espanhola diversa.
No entanto, após o êxodo em massa resultante da Revolução Cubana em 1959, o número de cubanos brancos que realmente residiam em Cuba diminuiu. Hoje, vários registros que afirmam a porcentagem de brancos em Cuba são conflitantes e incertos; alguns relatórios (geralmente vindos de Cuba) ainda relatam um número menor, mas semelhante, de 65% antes de 1959, e outros (geralmente de observadores externos) relatam entre 55% e 60%.

### Outros estudos
O Instituto de Estudos Cubanos e Cubano-Americanos (ICCAS) da Universidade de Miami afirma que a população cubana atual é composta por 38% de brancos e 62% de negros/mulatos. O Minority Rights Group International afirma que "Uma avaliação objetiva da situação dos afro-cubanos continua problemática devido aos escassos registros e à escassez de estudos sistemáticos, tanto antes quanto depois da revolução. As estimativas da porcentagem de pessoas de ascendência africana na população cubana variam enormemente, de 33,9% a 62%".

### História da população

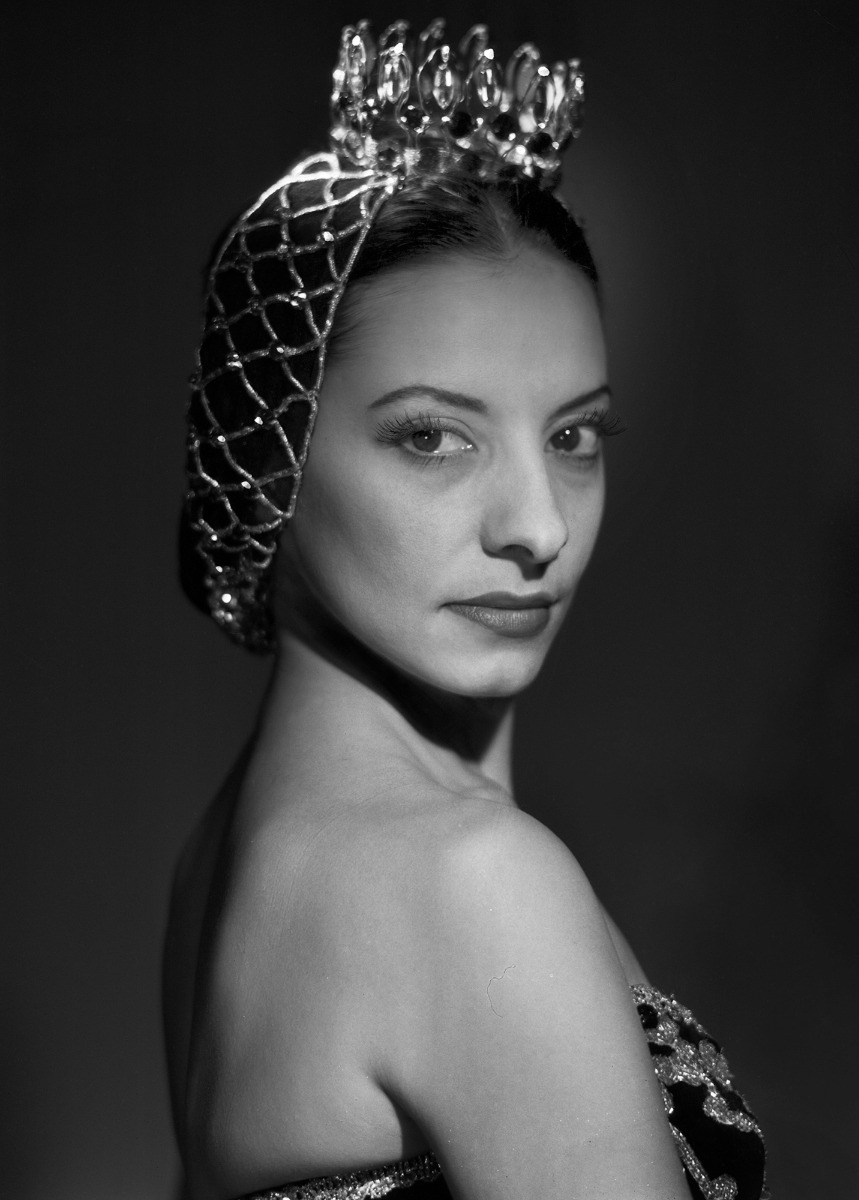
Alicia Alonso foi uma grande bailarina cubana.

Oficialmente, Cuba teve 18 censos populacionais, oito durante o período colonial (1774-1887), seis durante a república (1899-1953) e quatro durante o período revolucionário. De 1861 a 1887, asiáticos ou chineses foram contados como brancos, devido à baixa população.
- Note-se que o censo de 1970 (15º) não incluiu dados sobre raça ou etnia.[18]

A tabela mostra aqueles que se identificam como brancos em todos os censos desde 1774 até o presente.
| 1  | 1774 | 96.440    | 56,19 |
| 2  | 1792 | 133.553   | 48,75 |
| 3  | 1817 | 238.910   | 43,20 |
| 4  | 1827 | 311.051   | 44,15 |
| 5  | 1841 | 418.291   | 41,51 |
| 6  | 1861 | 793.484   | 58,08 |
| 7  | 1877 | 981.039   | 65,00 |
| 8  | 1887 | 1.102.889 | 68,54 |
| 9  | 1899 | 1.052.397 | 66,91 |
| 10 | 1907 | 1.428.176 | 69,70 |
| 11 | 1919 | 2.088.047 | 72,28 |
| 12 | 1931 | 2.856.956 | 72,10 |
| 13 | 1943 | 3.553.312 | 74,36 |
| 14 | 1953 | 4.243.956 | 72,81 |
| 16 | 1981 | 6.415.468 | 66,00 |
| 17 | 2002 | 7.271.926 | 65,06 |
| 18 | 2012 | 7.160.399 | 64.12 |

## Distribuição geográfica

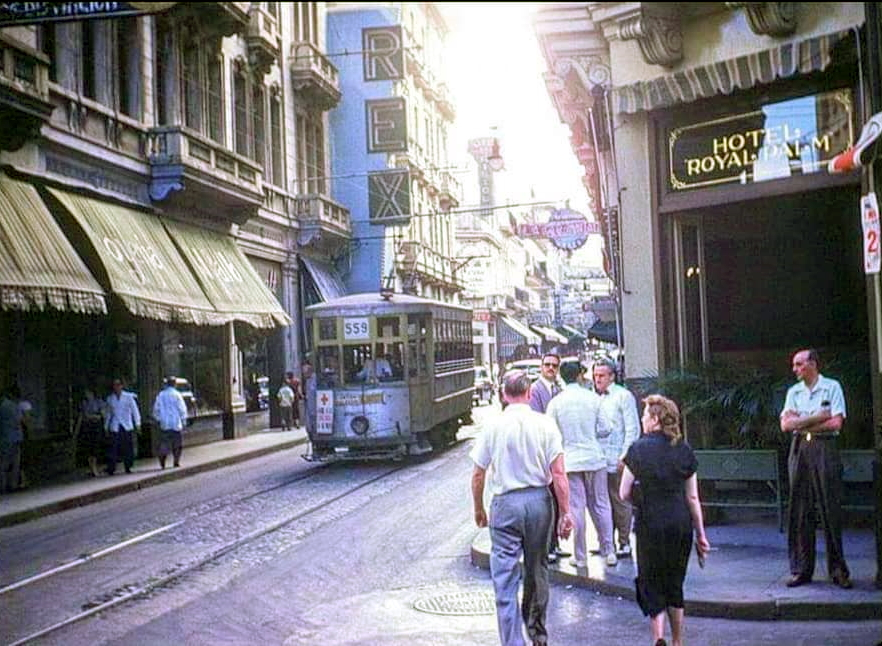
Entrada do Hotel Royal Palm em Havana (1930).

### Censo de 2012
Abaixo estão os números oficiais e mais recentes do censo de 2012 para cubanos brancos como uma porcentagem da população total e sua distribuição em cada província.
| Províncias        | População | Branco (%) |
| ----------------- | --------- | ---------- |
| Pinar del Rio     | 457.879   | 78,0       |
| Artemisa          | 378.439   | 76,5       |
| Havana            | 1.230.682 | 58,4       |
| Mayabeque         | 294.414   | 78,1       |
| Matanzas          | 513.217   | 73,9       |
| Cienfuegos        | 306.404   | 75,8       |
| Vila Clara        | 652.796   | 82,5       |
| Sancti Spiritus   | 387.914   | 83,7       |
| Ciego de Ávila    | 335.674   | 78,8       |
| Camagüey          | 580.472   | 75,2       |
| Las Tunas         | 397.353   | 74,6       |
| Granma            | 352.108   | 42,2       |
| Holguín           | 828.059   | 80,0       |
| Santiago de Cuba  | 268.375   | 25,6       |
| Guantánamo        | 125.880   | 24,4       |
| Ilha da Juventude | 50.732    | 59,9       |
| Cuba              | 7.160.399 | 64,1       |

### Estrutura etária
| Faixas etárias | Branco (%) |
| -------------- | ---------- |
| Total          | 100        |
| 0-14           | 17.1       |
| 15-59          | 62,9       |
| 60 ou mais     | 20.0       |

## Diáspora ou êxodo
No entanto, após a Revolução Cubana, devido principalmente ao êxodo em massa para Miami ou Flórida como principal destino, e uma diminuição drástica na imigração para a ilha, a demografia de Cuba mudou. Durante a década de 1960, 97% dos cubanos que chegaram aos Estados Unidos se identificaram como brancos. Numa época em que, de acordo com o censo de 1953, 73% da população de Cuba era branca. Durante a década de 1970, 80% das chegadas de cubanos eram brancos, 81% na década de 1980 e 86% na década de 1990.

## Estudos genéticos
Um estudo autossômico de 2014 descobriu que a composição genética em Cuba era de 72% de brancos, 20% de negros africanos e 8% de nativos americanos, com proporções diferentes dependendo da ancestralidade autodeclarada (brancos, mistos e negros). De acordo com este estudo, os brancos são em média 86% brancos, 6,7% de negros africanos e 7,8% de nativos americanos com ancestralidade europeia variando de 65% a 99%. 75% dos brancos são mais de 80% europeus e 50% são mais de 88% europeus. De acordo com um estudo de 2011, os brancos são em média 5,8% africanos com ancestralidade africana variando de 0% a 13%. 75% dos brancos têm menos de 8% de africanos e 50% têm menos de 5% de africanos. Um estudo de 2009 analisou a estrutura genética dos três principais grupos étnicos da Cidade de Havana (209 indivíduos) e a contribuição das populações parentais para seu patrimônio genético. Não foi detectada contribuição de povos indígenas na amostra estudada.